# Salim Hitimana

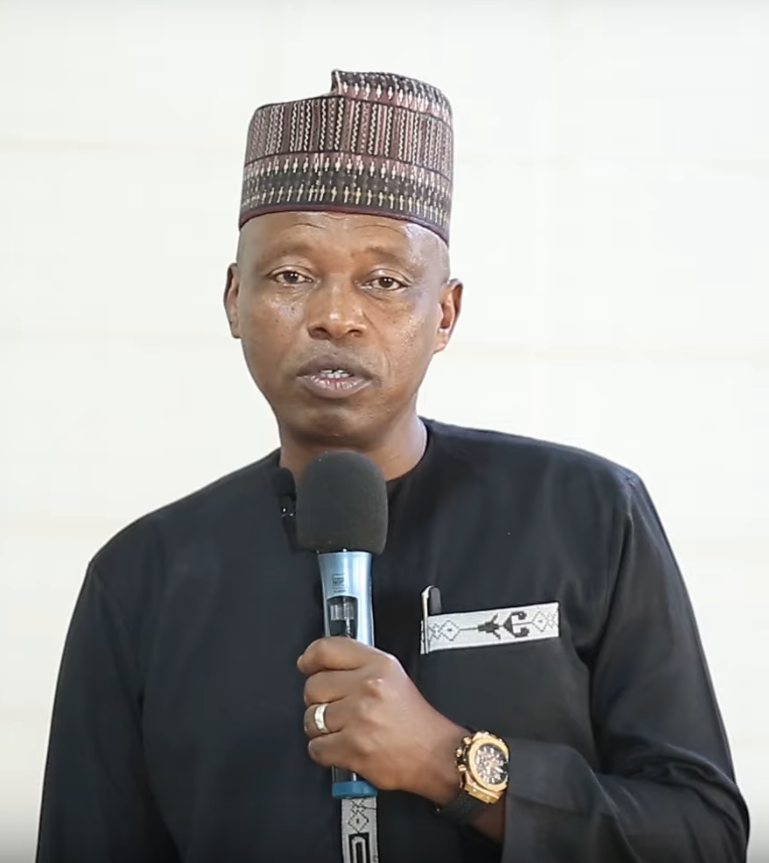
Salim Hitimana

Salim Hitimana ist ein islamischer Rechtsgelehrter, der von 2016 bis 2024 Mufti von Ruanda war.
Hitimana wurde in Libyen von Gelehrten der schafiitischen Tradition ausgebildet. Am 28. Mai 2016 wurde er von Vertretern der islamischen Gemeinschaft Ruandas für fünf Jahre zum neuen Mufti des Landes gewählt. Er kündigte an Radikalismus in der islamischen Gemeinschaft zu bekämpfen, nachdem die Sorge um den Einfluss von Organisationen wie dem Islamischen Staat und al-Shabab auf junge Muslime in Ruanda zugenommen hatte und es zu mehreren Verhaftungen wegen Terrorverdachts kam. Ein stellvertretender Imam der Kimironko-Moschee in Kigali war im Januar 2016 von der Polizei erschossen worden.
Die nächste Wahl des Mufti von Ruanda sollte 2020 stattfinden, wurde jedoch wegen der COVID-19-Pandemie auf Mai 2024 verschoben. Hitimana zog sich kurz vor Ende des Wahlprozesses als Kandidat zurück, sodass der damit konkurrenzlose Musa Sindayigaya sein Nachfolger wurde.